# Vendargues
Vendargues este o comună în departamentul Hérault din sudul Franței. În 2009 avea o populație de 5.477 de locuitori.

## Evoluția populației
| An        | 1975  | 1982  | 1990  | 1999  | 2006  | 2009  |
| --------- | ----- | ----- | ----- | ----- | ----- | ----- |
| Populație | 1.871 | 2.601 | 4.257 | 5.228 | 5.434 | 5.477 |